# Tisovke
Tisovke (Taxaceae), biljna porodica u redu Pinales. Ime je dobila po rodu tisa (Taxus), kojemu pripada 12 vrsta vazdazelenog grmlja i drveća. Ostalim rodovima Amentotaxus, Austrotaxus, Pseudotaxus i Torreya pripada 23 drugih vrsta.
Amentotaxus ima sedam vrsta vazdazelenih, dvodomnih grmova ili manjih stabla, poglavito u Kini. Austrotaxus je monotipski rod kojeg predstavlja vazdazeleno drvo u gorju Nove Kaledonije. Pseudotaxus je također monitipan, to je visoki grm poznat kao lažna tisa a raste u istočnoj Kini. Rod toreja (Torreya) raširen je po Aziji i Sjevernoj Americi. Pripada mu 6 priznatih vrsta, to su kalifornijska toreja (Torreya californica), kineska toreja  (Torreya grandis), japanska toreja (Torreya nucifera) i floridska toreja (Torreya taxifolia). ostale dvije toreje su Torreya fargesii (drvo) i Torreya jackii, vazdazeleni grm iz Kine.

## Opis
Taxaceae, porodica je tisovki u redu Pinales, koja sadrži 6 rodova i 30 vrsta zimzelenog drveća i grmlja, rasprostranjenih uglavnom na sjevernoj hemisferi. Biljke imaju mnogo grana, prekrivenih naizmjeničnim, igličastim lišćem. Biljke koje nose pelud i biljke koje nose ovule obično su odvojene; reproduktivne jedinice koje nose pelud sadržane su unutar konusnih struktura. Obično pojedinačne sjemenke prekrivene su mesnatim vijencem (strukture poput bobica ili šljiva) koje očito pomažu u raspršivanju životinjama. Vrh sjemena je izložen kod vrsta Austrotaxus.
Rod Austrotaxus ima samo jednu vrstu (A. spicata), porijeklom iz planinskih šuma Nove Kaledonije. Naraste od 15 do 25 metara visoko, podsjeća na tisu po karakteristikama lišća (listovi su lancetasti) i navici rasta, ali se razlikuje po strukturi cvijeta i prisutnosti sjemenskog omotača.
Rod Pseudotaxus ima jednu vrstu (P. chienii), grm iz istočne Kine, rijetko viši od 4 metra. Općenitim izgledom podsjeća na Taxus, ali ima čašičasti bijeli pokrov sjemena.
Najveći rod, Taxus (tisa), ima oko osam vrsta i mnogo varijeteta, rasprostranjenih u Sjevernoj Americi, Europi, Maloj Aziji i istočnoj Aziji.
Torreya se sastoji od oko šest vrsta rasprostranjenih u lokalnim područjima u istočnoj Aziji, Kaliforniji i jugoistočnim Sjedinjenim Državama. Lišće ovih malih do srednjih stabala relativno je tvrdo i kruto u usporedbi s listovima blisko srodnih vrsta Taxus.

## Rodovi i broj vrsta
1. Amentotaxus Pilg., 7
2. Austrotaxus Compton, 1
3. Cephalotaxus Siebold & Zucc. ex Endl., 8
4. Pseudotaxus W.C.Cheng, 1
5. Taxus L., 11
6. Torreya Arn., 7